# Federico Wilde
Federico Wilde (1909 - ?) – piłkarz argentyński, pomocnik (prawy łącznik).
Jako piłkarz klubu Unión Santa Fe był w kadrze reprezentacji Argentyny w finałach mistrzostw świata w 1934 roku, gdzie Argentyna odpadła już w pierwszej rundzie. Zagrał w jedynym meczu ze Szwecją.
W 1939 grał w drugoligowym klubie Sportivo Buenos Aires.